# Брачки (хутір)
Брачки (пол. Braczki, рос. Брачки) — колишній хутір у Чуднівській волості Житомирського і Полонського повітів Волинської губернії та Соболівській сільській раді Чуднівського, Довбишського (Мархлевського, Щорського), Дзержинського (Миропільського) району і Житомирської міської ради Волинської округи, Київської та Житомирської областей.

## Населення
В кінці 19 століття в поселенні проживало 198 мешканців, дворів — 31, у 1906 році в хуторі налічувалося 143 жителі, дворів — 22.
Станом на 1923 рік нараховано 68 дворів та 210 мешканців, у 1924 році — 279 осіб (з перевагою польської національности), дворів — 55.

## Історія
В кінці 19 століття — село Чуднівської волості Житомирського повіту, за 38 верст від Житомира. Біля поселення була гута (20 верст від Чуднова).
У 1906 році — сільце Чуднівської волості (3-го стану) Житомирського повіту Волинської губернії. Відстань до губернського та повітового центру, м. Житомир, становила 49 верст, до волосного центру, містечка Чуднів — 25 верст. Найближче поштово-телеграфне відділення розташовувалося в Чуднові.
У березні 1921 року, в складі волості, передане до новоствореного Полонського повіту Волинської губернії. У 1923 році увійшло до складу новоствореної Соболівської сільської ради, котра, від 7 березня 1923 року, включена до складу новоутвореного Чуднівського району Житомирської округи. Розміщувалося за 25 верст від районного центру, міст. Чуднів, та 3 версти — від центру сільської ради, сільця Соболівка.
27 червня 1925 року, в складі сільської ради, передане до Миропільського району Житомирської округи, 1 вересня 1925 року — до складу новоствореного Довбишського (згодом — Мархлевський польський національний) району Житомирської (згодом — Волинська) округи, 17 жовтня 1935 року, внаслідок розформування Мархлевського польського району — до складу Житомирської міської ради Київської області, 14 травня 1939 року — до складу новоствореного Щорського (згодом — Довбишський) району Житомирської області. Станом на 1 вересня 1946 року значиться як хутір. 28 листопада 1957 року, в складі сільської ради, включений до Дзержинського району Житомирської області.
Знятий з обліку 29 вересня 1960 року, відповідно до рішення Житомирського облвиконкому № 985 «Про вилучення з обліку деяких населених пунктів області», як такий, що припинив фактичне існування.